# Boom (musikalbum av The Sonics)
Boom är det amerikanska garagerock-bandet The Sonics andra studioalbum, utgivet 1966 på skivetiketten Etiquette. Albumet spelades in hos Wiley-Griffith Studios i Tacoma, Washington.

## Låtlista[1]
Sida A
| Nr | Titel                       | Längd |
| -- | --------------------------- | ----- |
| 1. | Cinderella                  | 2:44  |
| 2. | Don't Be Afraid of the Dark | 2:22  |
| 3. | Skinny Minny                | 2:11  |
| 4. | Let the Good Times Roll     | 2:00  |
| 5. | Don't You Just Know It      | 2:49  |
| 6. | Jenny Jenny                 | 2:19  |

Sida B
| Nr | Titel                | Längd |
| -- | -------------------- | ----- |
| 1. | He's Waitin'         | 2:32  |
| 2. | Louie Louie          | 3:00  |
| 3. | Since I Fell for You | 3:59  |
| 4. | Hitch Hike           | 2:45  |
| 5. | It's Allright        | 2:10  |
| 6. | Shot Down            |       |